# Saint-Benoist-sur-Vanne
Pour les articles homonymes, voir Benoist.
Saint-Benoist-sur-Vanne est une commune française, située dans le département de l'Aube en région Grand Est.

## Géographie
|                 | Planty                  |              |
| Vulaines        | Saint-Benoist-sur-Vanne | Paisy-Cosdon |
| Rigny-le-Ferron |                         |              |

## Aletin & Bouillarde
Fontaine qui devient un ruisseau et se déverse en la Vanne par sa rive gauche.

## Toponymie
Anciennement nommé Curtis Morini, il change son nom à l'occasion du don du village à l'abbaye de Saint-Benoît-sur-Loire.
Vanne est un toponyme désignant un  « retranchement construit dans une rivière pour fermer le passage aux poissons ».
Sur un cadastre de 1840 sont nommés au territoire : Aletin, Armentières, Bouillarde, Bout-de-Brémont, la Briqueterie de la route et celle du haut, Chanay, le château et son bois, Chatillonnerie, la Chaux, Chemeix, Essert, fontaine de l'Etang, Ferme-Fruitier, Grande-Borne, le Gué, Haute-Rive, la Joux, Louvière, Luteau, Maillecul, Maison-Neuve, le Marais, Massicault, Moulin-à-Vent, Palluau, Platrière, les Quarante-Arpents, les Réaulx, les bois de Saint-Benoit et de Poitier, Sainte-Anne, Sainte-Marie et la Vieille Tuilerie.

### Hydrographie
La commune est dans la région hydrographique « la Seine de sa source au confluent de l'Oise (exclu) » au sein du bassin Seine-Normandie. Elle est drainée par l'aqueduc de la Vanne, la Vanne, un bras de la Vanne, le Fossé 01 d'Armentières, la Vanne, le ruisseau des Abimes et divers autres petits cours d'eau,.
L'aqueduc de la Vanne (157 km), avec celui du Loing, fait partie d'un projet d'aqueducs conçu en 1858 par l'ingénieur Eugène Belgrand à la demande du baron Haussmann pour approvisionner Paris en eau potable captée dans les sources de rivières situées en dehors de la capitale.
La Vanne, d'une longueur de 59 km, prend sa source dans la commune de Fontvannes et se jette  dans l'Yonne à Paron, après avoir traversé 22 communes.

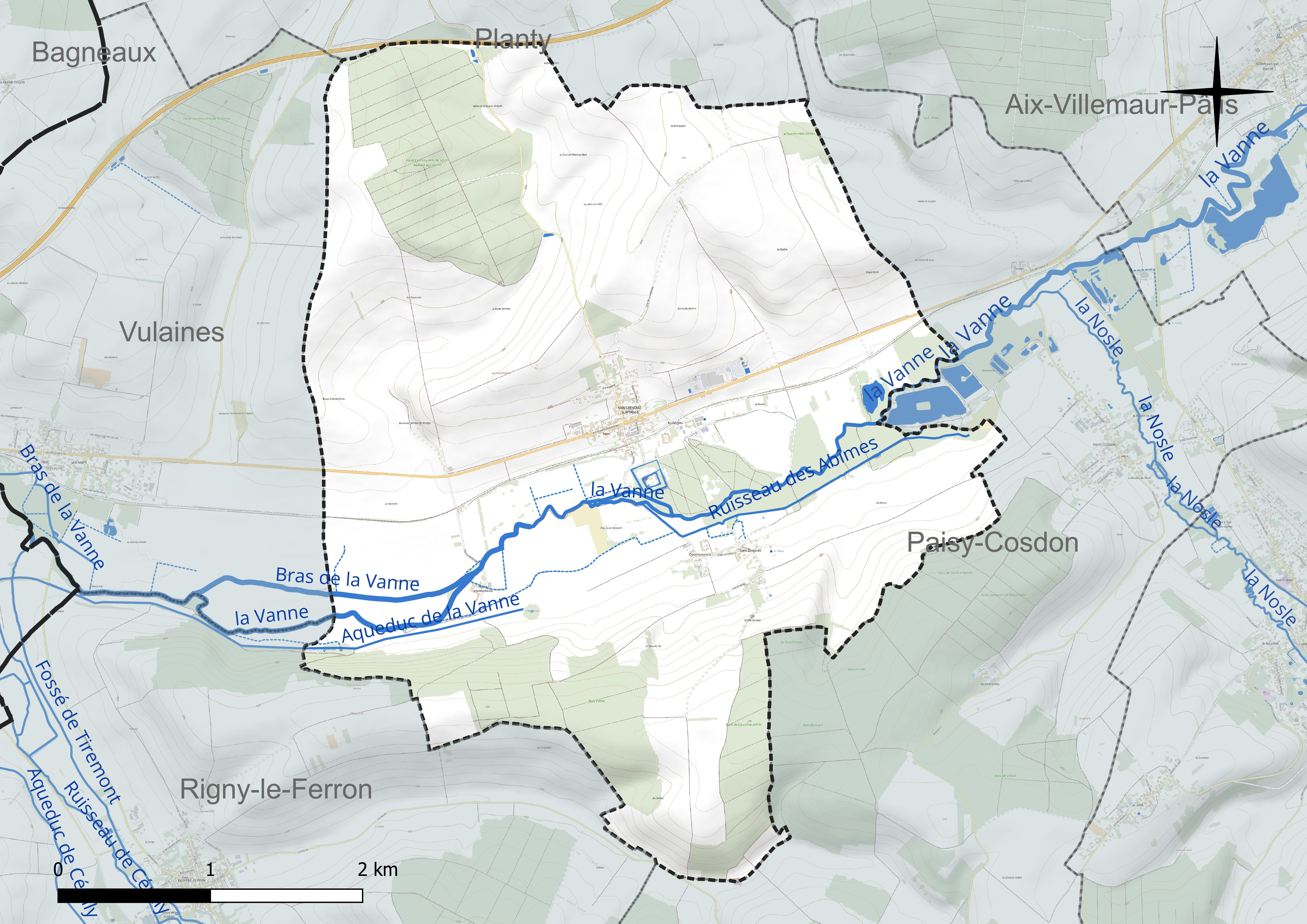
Réseau hydrographique de Saint-Benoist-sur-Vanne.

Un plan d'eau complète le réseau hydrographique : les Gravelles (2,1 ha),.

### Climat
Pour des articles plus généraux, voir Climat du Grand Est et Climat de l'Aube.
En 2010, le climat de la commune est de type climat océanique dégradé des plaines du Centre et du Nord, selon une étude du Centre national de la recherche scientifique s'appuyant sur une série de données couvrant la période 1971-2000. En 2020, Météo-France publie une typologie des climats de la France métropolitaine dans laquelle la commune est exposée à un climat océanique altéré et est dans la région climatique Nord-est du bassin Parisien, caractérisée par un ensoleillement médiocre, une pluviométrie moyenne régulièrement répartie au cours de l’année et un hiver froid (3 °C).
Pour la période 1971-2000, la température annuelle moyenne est de 10,6 °C, avec une amplitude thermique annuelle de 15,4 °C. Le cumul annuel moyen de précipitations est de 736 mm, avec 12 jours de précipitations en janvier et 7,7 jours en juillet. Pour la période 1991-2020, la température moyenne annuelle observée sur la station météorologique de Météo-France la plus proche, « Flacy », sur la commune de Flacy à 5 km à vol d'oiseau, est de 11,2 °C et le cumul annuel moyen de précipitations est de 740,8 mm. 
La température maximale relevée sur cette station est de 41,9 °C, atteinte le 25 juillet 2019 ; la température minimale est de −25 °C, atteinte le 9 janvier 1985,,.
Les paramètres climatiques de la commune ont été estimés pour le milieu du siècle (2041-2070) selon différents scénarios d'émission de gaz à effet de serre à partir des nouvelles projections climatiques de référence DRIAS-2020. Ils sont consultables sur un site dédié publié par Météo-France en novembre 2022.

## Urbanisme

### Typologie
Au 1er janvier 2024, Saint-Benoist-sur-Vanne est catégorisée commune rurale à habitat dispersé, selon la nouvelle grille communale de densité à 7 niveaux définie par l'Insee en 2022.
Elle est située hors unité urbaine. Par ailleurs la commune fait partie de l'aire d'attraction de Troyes, dont elle est une commune de la couronne,. Cette aire, qui regroupe 209 communes, est catégorisée dans les aires de 200 000 à moins de 700 000 habitants,.

### Occupation des sols
L'occupation des sols de la commune, telle qu'elle ressort de la base de données européenne d’occupation biophysique des sols Corine Land Cover (CLC), est marquée par l'importance des territoires agricoles (75,7 % en 2018), en diminution par rapport à 1990 (76,6 %). La répartition détaillée en 2018 est la suivante : 
terres arables (71,3 %), forêts (20,9 %), zones urbanisées (2,9 %), prairies (2,8 %), zones agricoles hétérogènes (1,6 %), eaux continentales (0,6 %). L'évolution de l’occupation des sols de la commune et de ses infrastructures peut être observée sur les différentes représentations cartographiques du territoire : la carte de Cassini (XVIIIe siècle), la carte d'état-major (1820-1866) et les cartes ou photos aériennes de l'IGN pour la période actuelle (1950 à aujourd'hui).

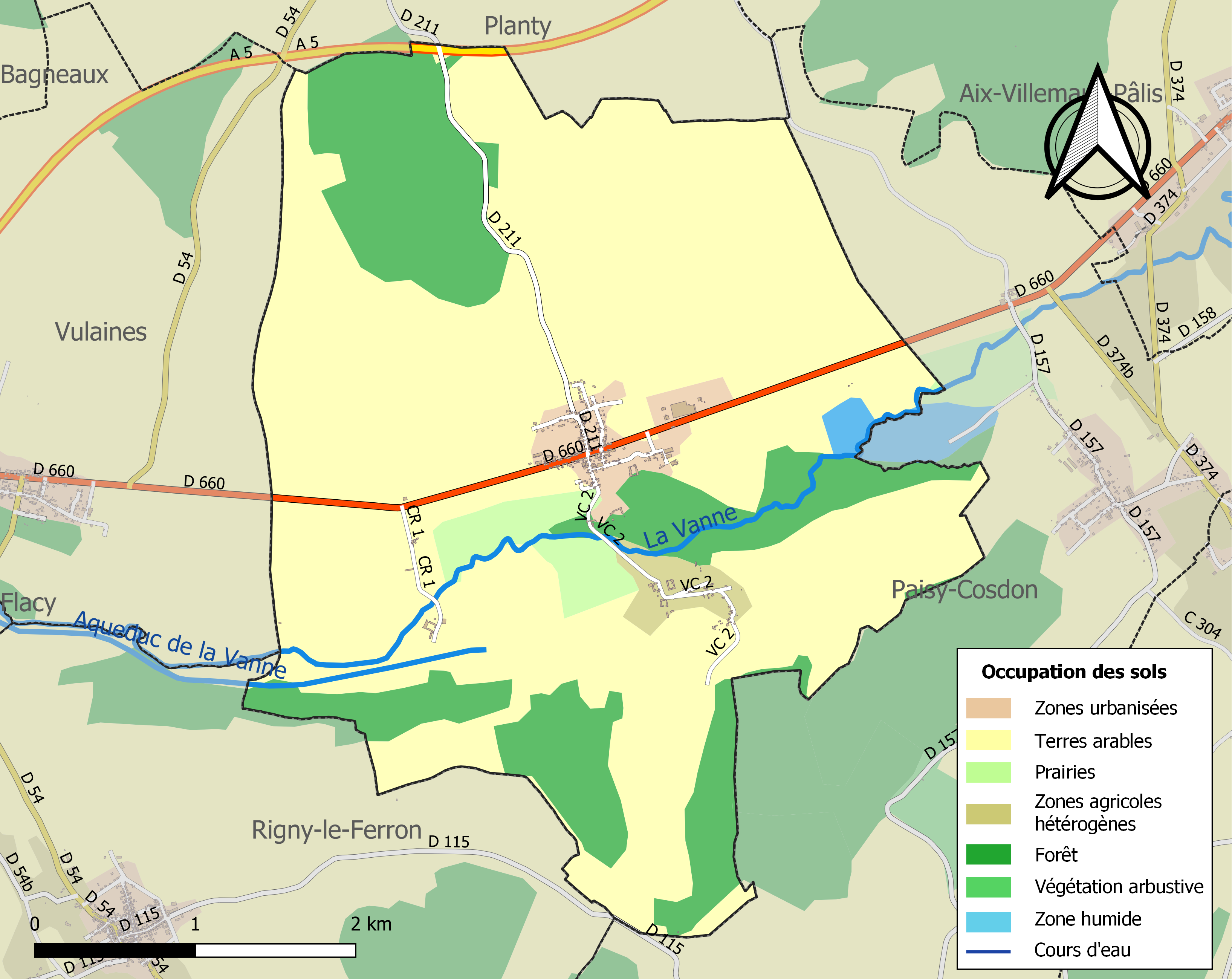
Carte des infrastructures et de l'occupation des sols de la commune en 2018 (CLC).

## Histoire
Le fief relevait de Villemaur dont le premier seigneur connu est Hugue de Montfey vers 1230.
En 1789, le village était de l'intendance et de la généralité de Châlons, de l'élection et du bailliage de Troyes.
Au cours de la Révolution française, la commune porta provisoirement le nom de Courmorin.
En 1854, la commune a absorbé celle voisine de Courmononcle.

## Politique et administration
| Période                                  | Période  | Identité                           | Étiquette | Qualité  |
| ---------------------------------------- | -------- | ---------------------------------- | --------- | -------- |
| 1823                                     |          | Alexandre Nicolas Peschart d'Ambly |           |          |
| 1851                                     |          | François Eugène Peschart d'Ambly   |           |          |
| mars 2005                                | 2017     | Henri Kerzreho                     | DVD       | Retraité |
| octobre 2017                             | En cours | Laurent L'Etrop                    |           |          |
| Les données manquantes sont à compléter. |          |                                    |           |          |

## Démographie
L'évolution du nombre d'habitants est connue à travers les recensements de la population effectués dans la commune depuis 1793. Pour les communes de moins de 10 000 habitants, une enquête de recensement portant sur toute la population est réalisée tous les cinq ans, les populations de référence des années intermédiaires étant quant à elles estimées par interpolation ou extrapolation. Pour la commune, le premier recensement exhaustif entrant dans le cadre du nouveau dispositif a été réalisé en 2006.

En 2022, la commune comptait 229 habitants, en évolution de −2,55 % par rapport à 2016 (Aube : +0,7 %, France hors Mayotte : +2,11 %).
| 1793 | 1800 | 1806 | 1821 | 1831 | 1836 | 1841 | 1846 | 1851 |
| ---- | ---- | ---- | ---- | ---- | ---- | ---- | ---- | ---- |
| 254  | 276  | 288  | 266  | 310  | 348  | 382  | 390  | 396  |

| 1856 | 1861 | 1866 | 1872 | 1876 | 1881 | 1886 | 1891 | 1896 |
| ---- | ---- | ---- | ---- | ---- | ---- | ---- | ---- | ---- |
| 518  | 549  | 555  | 555  | 565  | 504  | 480  | 430  | 385  |

| 1901 | 1906 | 1911 | 1921 | 1926 | 1931 | 1936 | 1946 | 1954 |
| ---- | ---- | ---- | ---- | ---- | ---- | ---- | ---- | ---- |
| 384  | 363  | 330  | 277  | 323  | 313  | 286  | 304  | 307  |

| 1962 | 1968 | 1975 | 1982 | 1990 | 1999 | 2006 | 2011 | 2016 |
| ---- | ---- | ---- | ---- | ---- | ---- | ---- | ---- | ---- |
| 236  | 244  | 235  | 230  | 198  | 214  | 239  | 231  | 235  |

| 2021 | 2022 | - | - | - | - | - | - | - |
| ---- | ---- | - | - | - | - | - | - | - |
| 233  | 229  | - | - | - | - | - | - | - |

## Lieux et monuments

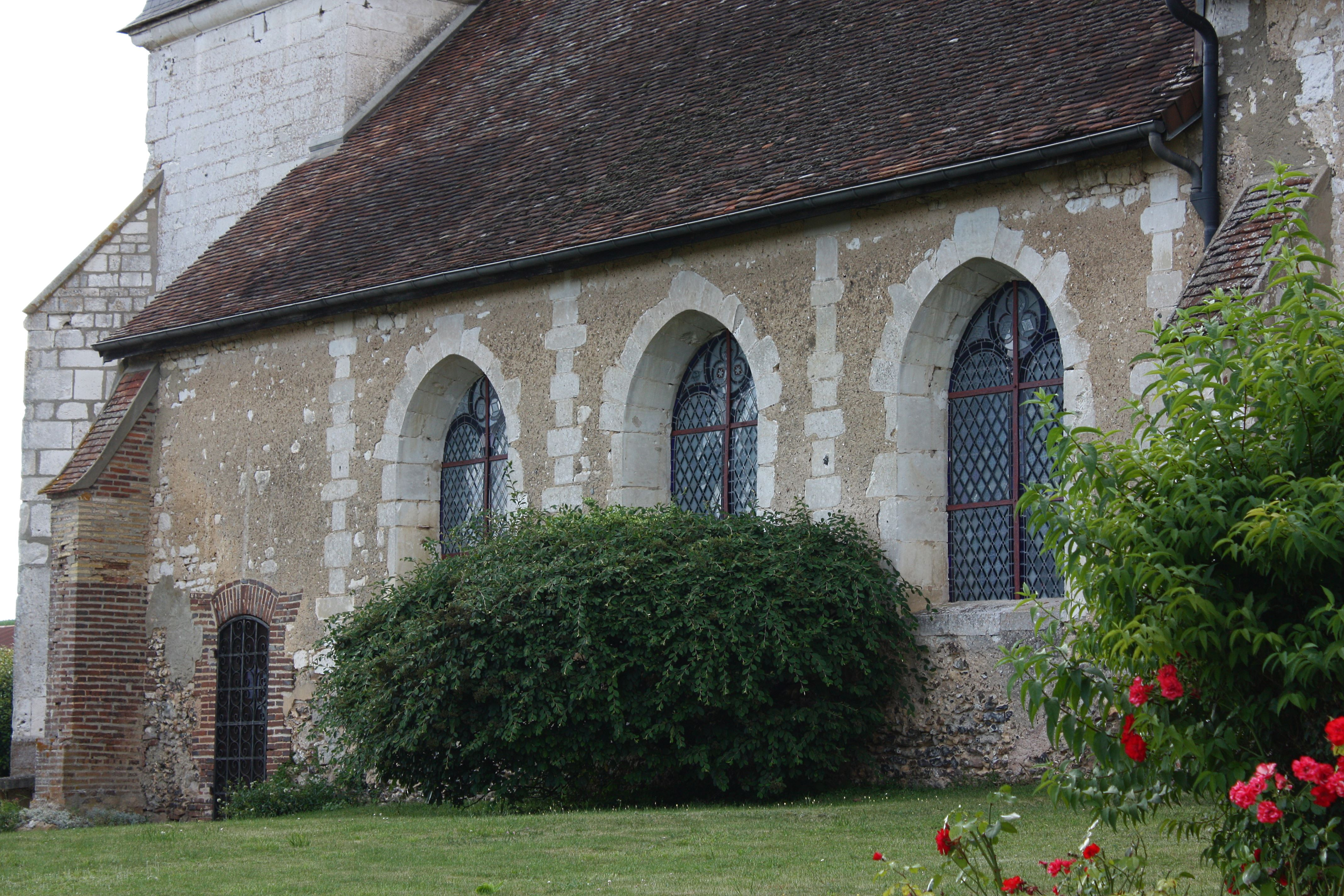
L'église,

- Église paroissiale Saint-Benoit qui était au doyenné de Villemaur.
- Chapelle Saint-Gengould de Courmononcle.
- Lavoir.
- Château.